# ラドスラフ・ネステロヴィッチ

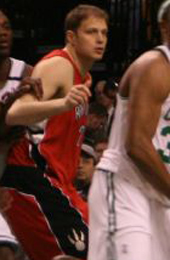
トロント・ラプターズ時代のネステロヴィッチ

ラショ・ネステロビッチ（Rasho Nesterovič）ことラドスラフ・ネステロヴィッチ（英語: Radoslav Nesterovič,セルビア語: Радослав Нестеровић ラドスラウ・レステロヴィッチ、1976年5月30日 - ）は、スロベニアの元プロバスケットボール選手。ユーゴスラビア連邦スロベニアリュブリャナ出身。ポジションはセンター。213cm、115.7kg。愛称は「ラショ」（「ラーショ」や「ラショー」という表記も見られる）。